# 미나미오타루역
미나미오타루역(일본어: 南小樽駅 미나미오타루에키[*])은 일본 홋카이도 오타루시에 있는 홋카이도 여객철도 하코다테 본선의 철도역이다.

## 역 구조
1면 2선의 승강장이 있는 지상역이다. 승강장과 선로의 주변은 주변보다 낮아 옹벽이 있으며 폐지된 테미야선의 흔적이 남아있다. 업무를 홋카이도 JR 서비스넷에 위탁하고 있는 업무 위탁역으로, 미도리노마도구치, 자동 발권기, 자동 개찰기 등이 설치되어 있다.

### 승강장
| 1 | ■ 하코다테 본선 | 오타루 · 요이치 · 굿찬 방면                      |
| 2 | ■ 하코다테 본선 | 삿포로 · 이와미자와 · 지토세 · 신치토세쿠코 방면 |

## 역 주변
- 오타루 시립 오타루 병원
- 홋카이도 류코쿠 학원 후타바 고등학교
- 오타루 스미요시 우편국
- 오타루 이용 미용 전문학교

## 역사
- 1880년 11월 11일 - 관영 호로나이 철도의 가이운초역(開運町駅)으로 가개업
- 1880년 11월 28일 - 정식 개업
- 1881년 5월 - 오타루 대화재 사건으로 소실. 현재 위치로 역 이전
- 1881년 5월 22일 - 스미요시역(住吉駅)으로 개칭
- 1889년 12월 11일 - 홋카이도 탄광철도에 양도됨
- 1900년 6월 11일 - 오타루역(小樽駅)으로 개칭
- 1905년 8월 1일 - 홋카이도 철도 오타루 - 다카시마 간 개업
- 1906년 10월 1일 - 홋카이도 탄광철도 국유화
- 1907년 7월 1일 - 홋카이도 철도 국유화
- 1920년 7월 15일 - 미나미오타루역(南小樽駅)으로 개칭. 당시 주소를 따서 이리후네역(入舟駅)으로 하자는 의견도 있었다
- 1965년 10월 1일 - 화물 취급 폐지
- 1974년 10월 1일 - 수하물 취급 폐지
- 1985년 11월 5일 - 테미야선 폐지
- 1987년 4월 1일 - 일본국유철도 분할 민영화로 홋카이도 여객철도가 계승
- 1998년 - 간이 자동 개찰기 도입
- 2001년 4월 1일 - 역의 업무를 홋카이도 JR 서비스넷에 위탁
- 2007년 10월 - 역 번호 부여. S14
- 2008년 10월 25일 - IC 카드(Kitaca)의 사용 개시

## 인접한 역
| 홋카이도 여객철도 ■ 하코다테 본선          | 홋카이도 여객철도 ■ 하코다테 본선                                            | 홋카이도 여객철도 ■ 하코다테 본선                                    |
| ------------------------------------------ | ---------------------------------------------------------------------------- | -------------------------------------------------------------------- |
| S15 오타루 · 굿찬 · 란코시 · 오샤만베 방면 | ● 쾌속 "에어포트" ● 쾌속 "니세코 라이너" ● 구간쾌속 "이시카리 라이너" ● 보통 | S13 오타루칫코 삿포로 · 신치토세 공항 · 이와미자와 · 도마코마이 방면 |

## 관련 사이트
- (일본어) 역 구내도(미나미오타루역) - 홋카이도 여객철도